# Chartreuse de Notre-Dame du Gard
Ne doit pas être confondu avec la Chartreuse Notre-Dame-du-Val-de-Bénédiction dans le Gard
La chartreuse de Notre-Dame du Gard était un ancien monastère de moniales appartenant à l'ordre des chartreux à Crouy-Saint-Pierre, près de Picquigny dans la Somme, troisième maison en France des moniales chartreuses.

## Histoire
Une abbaye cistercienne est fondée au « Gard » en 1137 environ, où Mazarin, abbé commendataire de 1656 à 1661, élève de somptueux bâtiments. Après la Révolution, ils sont  occupés successivement par plusieurs communautés religieuses : trappistes, spiritains, et un orphelinat.
En 1869, le chapitre général des chartreux décide de la fondation d'un troisième monastère de chartreuses. En 1870, ils achètent l'abbaye du Gard et ses dépendances, appartenant au diocèse d'Amiens. 4 religieuses de chœur et 2 converses, venues de la chartreuse Sainte-Croix de Beauregard, puis 3 professes de la chartreuse des Saints-Cœurs de Montauban, s’installe en 1871, après l'armistice de la guerre franco-allemande.
La communauté, qui comprend 22 religieuses de chœur, 9 sœurs converses et deux sœurs données, est expulsée, en 1906, en vertu de la loi relative au contrat d'association  de 1901 et elle se réfugie à Burdinne en Belgique.

## Prieures
- 1870-? : Marie-Joséphine Durand, venant de Sainte-Croix de Beauregard.
- 1885-1906 : Marie du Saint-Enfant Jesus Rey (1839-†1908), en religion, Valérie, née à Charavines, entrée à Sainte-Croix de Beauregard, le 19 juillet 1859, professe le 8 décembre 1861, consacrée le 28 avril 1867, maîtresse des novices (1864-1869) et prieure (1869-1871), hôte à Notre-Dame du Gard en 1871, sous-prieure de 1871 à 1885 et prieure de 1885 à 1906, puis prieure à Burdinne[1].